# Verklista för Igor Stravinskij
Lista över verk av Igor Stravinskij

## Opera/teater
- Näktergalen (Le Rossignol), opera i tre akter (1914)
- Renard, en burlesk för fyra pantomimer och kammarorkester[1][2] (1916)
- Historien om en soldat (L’Histoire du Soldat) för kammarensemble och tre recitatörer (1918)
- Mavra, enaktsopera (1922)
- Oedipus Rex, opera-oratorium i två akter (1927)
- Perséphone, melodram för recitatör, solister, kör och orkester (1933)
- Rucklarens väg (The Rake's Progress), opera i tre akter (1951)
- The Flood, televisionsopera (1962)

## Baletter
- Eldfågeln (L'Oiseau de feu) (1910, rev. 1919)
- Petrusjka (1911, rev. 1947)
- Våroffer (Le Sacre du printemps) (1913, rev. 1947/1967)
- Pulcinella för kammarorkester och solister (1920)
- Les Noces för solister, kör, fyra pianon och slagverk (1923)
- Apollo (Apollon musagète) för stråkorkester (1928, rev. 1947)
- Le Baiser de la fée  (1928, rev. 1950)
- Jeu de cartes (1936)
- Danses concertantes för kammarorkester (1942)
- Scènes de Ballet (1944)
- Orpheus för kammarorkester (1947)
- Agon (1957)

## Orkesterverk
- Symfoni i Ess-dur, op. 1 (1907)
- Scherzo fantastique, op. 3 (1908)
- Feu d'artifice, op. 4 (1908)
- Chant funèbre, op. 5 (1908, till minne av Nikolaj Rimskij-Korsakov)
- Le chant du rossignol (1917)
- Symphonies of Wind Instruments (1920, rev. 1947)
- Svit ur Pulcinella (1920)
- Svit nr 2 för kammarorkester (1921)
- Svit nr 1 för kammarorkester (1925)
- Quatre études för orkester (1928)
- Divertimento (Svit ur Le Baiser de la fée, 1934)
- Concerto i Ess-dur för kammarorkester (1938)
- Symfoni i C-dur (1940)
- Cirkuspolka för orkester (1942)
- Four Norwegian Moods för orkester (1942)
- Ode för orkester (1943)
- Scherzo à la russe för orkester (1944, även en version för Paul Whiteman's orkester)
- Symfoni i tre satser (1945)
- Concerto i D-dur för stråkorkester (1946)
- Tango för kammarorkester (1953, arrangemang av version för piano från 1940)
- Greeting Prelude för orkester (1955)
- 8 Instrumental Miniatures för 15 musiker (1963, orkestrering av Les Cinq Doigts)
- Variations (Aldous Huxley in memoriam) (1963/1964)

## Konserter
- Konsert för piano och träblås (1923–24/1951)
- Capriccio för piano och orkester (1929/1949)
- Violinkonsert i D-dur (1931)
- Movements för piano och orkester (1958/1959)

## Kör
- Le Roi des étoiles för manskör och orkester (1912)
- Pater Noster (1926, rev. 1949)
- Psalmsymfonin för kör och orkester (1930, rev. 1948)
- Credo (1932, rev. 1964)
- Ave Maria (1934, rev. 1949)
- Babel (1944)
- Mass (1944–48)
- Cantata för mezzosopran, tenor, damkör, 2 flöjter, oboe, engelskt horn och cello (1951–52)
- Canticum Sacrum (1955)
- Threni (1958)
- A Sermon, a Narrative och a Prayer (1961)
- Anthem (The dove descending breaks the air) för kör a cappella (1962)
- Introitus (1965)
- Requiem Canticles (1966)

## Vokalmusik
- Romans för röst och piano (1902)
- Faun och Shepherdess för mezzosopran och orkester, op. 2 (1907)
- Pastorale för ordlös sopran och piano  (1907)
- Two Melodies för mezzosopran och piano, op. 6 (1908)
- Deux poèmes de Paul Verlaine för baryton och piano, op. 9 (1910, arrangerad för baryton och orkester 1951)
- Two Poems of K. Balmont för röst och piano (1911, arrangerad för röst och liten orkester 1954)
- Trois poésies de la lyrique japonaise för röst och piano eller kammarorkester (1913)
- Trois petites chansons för röst och piano (1913, arrangerad för röst och liten orkester 1930)
- Pribaoutki för röst, flöjt, oboe, klarinett, fagott, violin, viola, cello och kontrabas (1914)
- Berceuses du chat för alt och tre klarinetter (1916)
- Three Tales för Children för röst och piano  (1917)
- Four Russian Peasant Songs för kvinnoröst a cappella (1917)
- Berceuse för röst och piano (1918)
- Quatre chants russes för röst och piano (1918–19)
- Petit ramusianum harmonique för en röst eller unisona röster (1938)
- Three Songs from William Shakespeare för mezzosopran, flöjt, klarinett och viola (1953)
- Four Russian Songs för mezzosopran, flöjt, harpa och gitarr (1954, version från Quatre chants russes och Three Tales för Children)
- In Memoriam Dylan Thomas för tenor, stråkkvartett och fyra tromboner (1954)
- Abraham och Isaac, ballad för baryton och orkester (1963)
- Elegy för J.F.K. för baryton eller mezzosopran och tre klarinetter  (1964)
- The Owl och the Pussy Cat för sopran och piano (1966)

## Band
- Preludium för Jazz Band (1936/37)
- Ebony Concerto för klarinett och jazzband (1945)

## Kammarmusik och övrig instrumentalmusik
- Three Pieces för String Quartet (1914)
- Pour Pablo Picasso för klarinett (1917)
- Kanon för två horns (1917)
- Ragtime for Eleven Instruments (1917–18)
- Duett för två fagotter (1918)
- Svit ur L’Histoire du soldat för violin, klarinett och piano (1919)
- Three Pieces for Clarinet (1919)
- Concertino för stråkkvartett (1920)
- Oktett för träblåsare (1923)
- Svit över teman, fragments och stycken av Giambattista Pergolesi för violi och piano (1925)
- Duo Concertant för violi och piano (1932)
- Svit italienne (ur Pulcinella) för cello och piano (1932/33) (i samarbete med Gregor Piatigorsky)
- Pastorale för violi och piano (1933)
- Svit italienne (ur Pulcinella) för violi och piano (1934) (i samarbete med Samuel Dushkin)
- Elegy för soloviola (1944)
- Septett (1953)
- Concertino för liten ensemble (1953) (arrangemang av 1920  verk för stråkkvartett)
- Epitaphium för flöjt, klarinett och harpa (1959)
- Double Canon för stråkkvartett 'Raoul Dufy in memoriam' (1959)
- Monumentum pro Gesualdo di Venosa (arrangemang) för kammarensemble (1960)
- Lullaby, for two recorders (1960) (arrangemang av tema från The Rake's Progress, 1951)
- Fanfare for a New Theatre för två trumpeter (1964)

## Piano
- Tarantella (1898)
- Scherzo (1902)
- Piano Sonata i fiss moll (1903–04)
- Quatre Etudes, op. 7 (1908)
- Eldfågeln (L'Oiseau de feu) (1910)
- Petrusjka (1911)
- Våroffer (Le Sacre du printemps) för fyrhändigt piano (1913)
- Valse des fleurs för två pianon (1914)
- Trois pièces faciles för två pianon (1915)
- Souvenir d'une marche boche (1915)
- Cinq pièces faciles för två pianon (1917)
- Valse pour les enfants (1917)
- Piano-Rag-Music (1919)
- Chorale (1920)
- Les Cinq Doigts (1921)
- Trois mouvements de Petrouchka (1921)
- Pianosonat (1924)
- Serenade (1925)
- Concerto för två pianon (1935)
- Tango (1940)
- Sonata för två pianon (1943)
- Two Sketches for a Sonata (1967)